# Dorota Roqueplo
Dorota Roqueplo (ur. 18 marca 1960 w Neuilly-sur-Seine) – francuska kostiumografka pracująca na stałe w Polsce. Laureatka sześciu Polskich Nagród Filmowych oraz siedmiu Nagród za najlepsze kostiumy na Festiwalu Polskich Filmów Fabularnych.
W 1987 roku ukończyła Szkołę Projektowania i Kostiumu w Paryżu. Jest członkinią Polskiej Akademii Filmowej, Europejskiej Akademii Filmowej (EFA) oraz Amerykańskiej Akademii Sztuki i Wiedzy Filmowej. 

## Wybrana filmografia
- 1989: 300 mil do nieba
- 1995: Prowokator
- 1996: Nocne graffiti
- 1996: Dzieci i ryby
- 1999: Na koniec świata
- 1999: Operacja Samum
- 2000: Chłopaki nie płaczą
- 2001: Poranek kojota
- 2004: Pręgi
- 2004: Mój Nikifor
- 2005–2007: Magda M.
- 2006: Plac Zbawiciela
- 2006: Francuski numer
- 2008: Senność
- 2008: Lejdis
- 2010: Młyn i krzyż
- 2011: Sala samobójców
- 2014: Hiszpanka
- 2014: Miasto 44
- 2017: Twój Vincent
- 2018: Donbas
- 2019: Boże Ciało
- 2020: Magnezja
- 2021: Brigitte Bardot cudowna
- 2021: Strzępy
- 2022: Marzec ’68
- 2022: Fucking Bornholm
- 2023: Kos
- 2023: Święto ognia
- 2023: Fin del Mundo?

Źródło.

## Nagrody
- 2024: Kos – Polska Nagroda Filmowa „Orzeł” w kategorii: Najlepsze kostiumy
- 2023: Brigitte Bardot cudowna – Polska Nagroda Filmowa „Orzeł” w kategorii: Najlepsze kostiumy
- 2022: Magnezja – Polska Nagroda Filmowa „Orzeł” w kategorii: Najlepsze kostiumy
- 2020: Magnezja – Festiwal Polskich Filmów Fabularnych, nagroda za kostiumy
- 2016: Hiszpanka – Polska Nagroda Filmowa „Orzeł” w kategorii: Najlepsze kostiumy
- 2015: Hiszpanka – Festiwal Polskich Filmów Fabularnych, nagroda za kostiumy
- 2015: Miasto 44 – Polska Nagroda Filmowa „Orzeł” w kategorii: Najlepsze kostiumy
- 2012: Młyn i krzyż – Polska Nagroda Filmowa „Orzeł” w kategorii: Najlepsze kostiumy za rok 2011
- 2011: Młyn i krzyż – Festiwal Polskich Filmów Fabularnych, nagroda za kostiumy
- 2011: Sala samobójców – Festiwal Polskich Filmów Fabularnych, nagroda za kostiumy
- 2004: Pręgi – Festiwal Polskich Filmów Fabularnych, nagroda za kostiumy
- 2004: Mój Nikifor – Festiwal Polskich Filmów Fabularnych, nagroda za kostiumy
- 1995: Prowokator – Festiwal Polskich Filmów Fabularnych, nagroda za kostiumy

Źródło.